# Сехет
Сехет — предполагаемое хорово имя древнеегипетского фараона из I или II династии (Раннее царство). Любая информация о его правлении или о продолжительности его правления в настоящее время отсутствует. Информация об отношениях фараона с другими правителями I и II династии также противоречива.

## Доказательства существования
Само существование этого правителя не гарантировано, так как его имя появляется лишь на двух глиняных печатях, найденных британским египтологом Уолтером Брайаном Эмери в мастабе в Саккаре.

## Произношение имени и время правления
Среди египтологов велись споры по поводу того, как должно читаться имя фараона, так как большинство надписей на найденных глиняных печатях стерлись. Одни считают, что в левом нижнем углу нарисован символ, которые некоторые египтологи кодируют, как Т27 (читается Сехет, представляет собой ловушку для птиц), другие — символ О45 (читается Ипет, означает "гарем").
Эйден Додсон и Вольфганг Хельк относят правителя ко II династии, между Нинечером и Перибсеном; Петер Каплони и Уолтер Брайан Эмери идентифицируют хвост и лапу птицы, как отдельный символ и приписывают глиняные печати Птице, фараону I династии.